# Đoàn Vĩnh Bình
Đoàn Vĩnh Bình (Tiếng Trung: 段永平; Bính âm: Duàn Yǒngpíng; sinh năm 1961) là một doanh nhân người Hoa. Là người sáng lập của cả hai công ty là Subor Electronics Industry Corporation (cựu CEO) và BBK Electronics Group (cựu chủ tịch).

## Nghề nghiệp
Năm 1989, ông gia nhập vào một tập đoàn tại Trung Sơn và trở thành CEO. Trong vòng chưa đầy 6 năm, ông lập nên một đế chế kinh doanh và tạo ra một thương hiệu rất nổi tiếng trong cộng đồng Trung Quốc: Subor (Xiao Ba Wang; Tiếng Trung: 小霸王). Năm 1995, ông rời Xiao Ba Wang và thành lập BBK Electronics.
Đoàn là một trong những người sáng lập và cựu Giám đốc điều hành (1989-1995) của Tập đoàn Công nghiệp Điện tử Subor. Lúc đầu, công ty chỉ có 20 công nhân  với 3000 NDT tiền mặt và một khoản nợ 2 triệu NDT. Nhưng sau cuộc đấu tranh của Đoàn, công ty nhanh chóng trở thành nhà sản xuất hàng đầu "máy tính học tập" (tiếng Trung: 学习 机). Trong giai đoạn 1994-1995 công ty đạt lợi nhuận hơn 200 triệu NDT bằng việc sản xuất các trò chơi điện tử.

### Thành lập BBK
Vào ngày 28 tháng 8 năm 1995, Đoàn từ chức ở Subor và thành lập BBK Electronics Industrial Group tại Đông Quan, tỉnh Quảng Đông. Sản phẩm chính của công ty là đầu đọc DVD. Và cũng là tập đoàn sở hữu nhiều thương hiệu nổi tiếng trong lĩnh vực điện thoại có dây, điện thoại di động và thiết bị âm thanh.
Từ 2002 đến 2004, ông là cổ đông cá nhân lớn thứ hai của NetEase, sau William Đinh Lỗi.

## Các hoạt động khác
Đinh Lỗi và Đoàn đã tặng 40 triệu USD cho Đại học Chiết Giang trong tháng 9 năm 2006. Đây là khoản tài trợ lớn nhất trong những năm gần đây cho giáo dục đại học ở Trung Quốc đại lục.
Năm 2007, Đoàn đã chi 620.100 USD để ăn trưa với Warren Buffett ("Bữa trưa quyền lực với Warren Buffett"), số tiền đã được quyên góp cho Quỹ Glide. Do thành công trong thị trường chứng khoán và các hoạt động từ thiện, ông đã được gọi là "Buffett Trung Quốc".